# Женск
Женск (в старину также Женская) — деревня в Жирятинском районе Брянской области, в составе Жирятинского сельского поселения. Расположена в 4 км к юго-востоку от села Высокое, на правом берегу реки Роши. Постоянное население с 2000 года отсутствует.

## История
Упоминается с 1709 года как существующее «село»; до 1781 года входила в Почепскую (1-ю) сотню Стародубского полка (бывшее владение почепской ратуши, позднее Разумовских; казачьего населения не имела).
С 1782 до 1918 в Мглинском повете, уезде (с 1861 — в составе Кульневской волости); в 1918—1924 гг. — в Почепском уезде (та же волость). В 1924—1929 гг. в Жирятинской волости Бежицкого уезда, с 1929 года — в Жирятинском районе, а при его временном расформировании (1932—1939, 1957—1985 гг.) — в Жуковском районе.
С 1930-х гг. до 2005 года входила в Высокский сельсовет.